# Almeerderstrand
Het Almeerderstrand is een groot zandstrand met aanliggende recreatieve grasvelden aan het IJmeer, nabij Almere. Het is gelegen ten westen van de Hollandse Brug op de A6 en maakt deel uit van het Almeerderzand (het voormalige Muiderzand). Aan de oostzijde ligt het Zilverstrand.
Het Almeerderstrand werd in 2020 opnieuw ingericht, waarbij het zuidelijke deel van het strand met 7,8 hectare werd uitgebreid.

## Voorzieningen
Op het Almeerderstrand zijn een aantal voorzieningen aanwezig:
- Openbare toiletten en kleedhokjes.
- Drie strandpaviljoens.
- Een snackbar.
- Kanoverhuur.
- Reddingspost reddingsbrigade.

## Veiligheid
Het Almeerderstrand wordt in het hoofdseizoen en in het weekend bij 20°C bewaakt door vrijwilligers van de Almeerse Reddings Brigade. Ook bevindt er zich in het water een ballenlijn.

## Evenementen en festivals
Op het strand worden diverse festivals en evenementen georganiseerd, waaronder de jaarlijkse ANWB Kampeer- en Vakantiedagen, de Libelle Zomerweek en Strandfestival ZAND. Vanaf 2016 komen hier twee dance-festivals bij, namelijk; Hardshock Festival en Megabase Outdoor van evenementenorganisatie High Energy Events. Voorheen organiseerde Q-dance het dance-festival Defqon.1 op het Almeerderstrand. Ook deze evenementen worden bewaakt door de Almeerse Reddingsbrigade.

## Bereikbaarheid
Op loopafstand van het Almeerderstrand bevindt zich station Almere Poort.

## Referentie
1. ↑  Almere 2.0, Het Almeerderstrand wordt uitgebreid. Gearchiveerd op 30 juli 2021.